# Dehova, Rohatîn
Dehova (în ucraineană Дегова) este localitatea de reședință a comunei Dehova din raionul Rohatîn, regiunea Ivano-Frankivsk, Ucraina.

## Demografie
Componența lingvistică a localității Dehova
     Ucraineană (100%)
Conform recensământului din 2001, toată populația localității Dehova era vorbitoare de ucraineană (100%).